# Vieira do Minho
Vieira do Minho là một huyện thuộc tỉnh Braga, Bồ Đào Nha. Huyện này có diện tích 218 km², dân số thời điểm năm 2001 là 14724 người.